# Chuyện hoa sim
"Chuyện hoa sim" là một ca khúc nhạc vàng của nhạc sĩ Anh Bằng được sáng tác sau năm 1975. Ca khúc dựa trên bài thơ Màu tím hoa sim của thi sĩ Hữu Loan và nổi tiếng qua tiếng hát của nữ ca sĩ Như Quỳnh.

## Xuất xứ
"Chuyện hoa sim" được nhạc sĩ Anh Bằng sáng tác vào thập niên 1990 dựa trên ý bài thơ Màu tím hoa sim của thi sĩ Hữu Loan. Bài hát được Như Quỳnh thể hiện lần đầu tiên trong chương trình Asia 7 (1995) của Trung tâm Asia do nhạc sĩ Trúc Hồ hòa âm. Bài hát gắn liền với tiếng hát của cô khi mới bắt đầu sự nghiệp ca hát tại hải ngoại, album đầu tay "Chuyện hoa sim" cũng đạt doanh số kỷ lục vào thời điểm đó.

## Cấp phép
Năm 2020, hai ca khúc "Chuyện hoa sim" và "Những đồi hoa sim" chính thức được cấp phép phổ biến. Hai ca khúc trên nằm trong album "Chuyện loài hoa dang dở" của ca sĩ Đàm Vĩnh Hưng, anh là người đã xin cấp phép phổ biến hai ca khúc trên tại Việt Nam và sẽ thể hiện lần đầu tiên sau khi được cấp phép.